# پهن‌آرواره‌اسب
پهن‌آرواره‌اسب (نام علمی: Eurygnathohippus) نام یک سرده از تیره اسبیان است.